# Oracle de Trofoni
L'oracle de Trofoni a Lebadea (Beòcia) era un conjunt religiós centrat en una cova, dedicat a Trofoni, al qual se'l considerava fill d'Apol·lo. El culte el va instaurar Saó, a partir d'un oracle rebut a Delfos.
Pausànias fa una detallada descripció de la forma de consultar l'oracle. Diu que quan algú decideix baixar al santuari, en primer lloc ha d'estar-se un nombre determinat de dies en un edifici consagrat al Bon Daimon i a la Bona Tique o bona sort, i mentre viu allí ha de fer les purificacions, mantenir-se apartat dels banys calents i només banyar-se al riu Hercina. A més, ha de fer sacrificis a Trofoni i als seus fills, i a Apol·lo, Cronos, Zeus, Hera, Henioca i Demèter, que allà anomenen Europa i diuen que va ser la dida de Trofoni. A cada sacrifici hi era present un endeví, que després d'examinar les entranyes de les víctimes predeia al consultant si Trofoni el rebria de forma propícia. Durant la nit en què baixava a la consulta, es sacrificava un moltó en un clot i s'invocava Agamedes, l'arquitecte germà de Trofoni. Si els auguris eren bons, se l'acompanyava al riu Hercina, i després de banyar-se l'ungien amb oli. Els sacerdots portaven al consultant a les fonts del riu, una anomenada Lete, l'oblit, per oblidar tot allò en el que fins aquell moment pensava, i l'altra Mnemòsine, la memòria, per recordar el que havia de veure al baixar a la cova. Els sacerdots li ensenyaven una estàtua de Trofoni que només podien veure els consultants i que es diu que va fer Dèdal, el vestien amb roba de lli i l'introduïen a la cova. El consultant baixava per una estreta escala de fusta i un cop a baix, s'estirava a terra aguantant a cada mà un pa d'ordi pastat amb mel i posava els peus en un forat. A partir d'aquí, els que havien entrat al santuari tenien una visió, que sempre era diferent per a cada persona. S'havia de sortir amb els peus per davant, i el consultant era rebut pels sacerdots i assegut al tron de Mnemòsine, no gaire lluny del santuari. Li preguntaven què havia vist i escoltat, i després el conduïen de nou a l'edifici on havia estat abans caminant sense saber gaire el que es feia i allà descansava i recobrava les seves facultats. Pausànias diu que parla per experiència, que ell va consultar aquest oracle, i que com tothom que el consultava, va oferir per escrit en una tauleta tot el que havia vist i sentit.
El temple el va saquejar l'exèrcit romà de Luci Corneli Sul·la al segle i aC, però l'oracle va subsistir fins al segle iii. En temps de Plutarc era l'únic dels oracles de Beòcia que encara estava actiu.